# Alberto Pincherle (storico)
Alberto Pincherle (Milano, 15 agosto 1894 – Roma, 18 aprile 1979) è stato uno storico italiano.

## Biografia
Storico delle religioni, Pincherle fu docente di Storia del Cristianesimo nell'Università di Roma-La Sapienza e fu specializzato nella vita e nell'opera di Sant'Agostino di Ippona.
Fu redattore, tra il 1928 e il 1956, dell'Enciclopedia Treccani e del Dizionario Enciclopedico Italiano, edito dalla stessa istituzione, ad eccezione del periodo dal 1939 al 1946, epoca in cui, a causa delle leggi razziali fasciste (1938) che lo colpirono in quanto ebreo, fu costretto ad autoesiliarsi in Perù, dove si diede all'insegnamento, a Lima, nell'Universidad Nacional Mayor de San Marcos e nella Pontificia Università Cattolica del Perù. Rientrato in Italia, insegnò di nuovo a Roma. Docente universitario dal 1925, di ruolo dal 1937, aveva insegnato dal 1939 al 1946 nella Università di San Marco a Venezia.
Riprese però nel secondo dopoguerra il suo insegnamento a Roma, sulla falsariga di Giorgio Levi Della Vida.
Fra i suoi allievi, Maria Grazia Mara.

## Alcune opere
- Detti di Gesù (1922)
- Gli oracoli sibillini giudaici (1922)
- S. Agostino d'Ippona (1930)
- La formazione teologica di s. Agostinoi (1947)
- Cristianesimo antico e moderno (1955)
- Introduzione al cristianesimo antico (1971)
- Vita di s. Agostino (1980), uscito postumo